# Мулшьо
Му̀лшьо (на шведски: Mullsjö) е град в Южна Швеция, лен Йоншьопинг. Главен административен център на едноименната община Мулшьо. Разположен е около река Тидан на 17 km от западния бряг на езерото Ветерн. Намира се на около 300 km на югозапад от столицата Стокхолм и на 34 km на северозапад от Йоншьопинг. Има жп гара. Населението на града е 5452 жители според данни от преброяването през 2010 г.